# پری‌الیکایی شاهنشاه
پری‌الیکایی شاهنشاه (نام علمی: Malurus cyanocephalus) نام یک گونه از سرده پری‌الیکاییان است.